# Dimitri Dragin
Dimitri Dragin, né le 2 décembre 1984 au Havre, est un judoka français évoluant dans la catégorie des moins de 60 kg, puis de moins de 66 kg (poids légers).
Il est formé au Judo Club Paul Eluard du Havre, puis au Pôle Espoirs de Caen.
Il est champion du monde universitaire individuel et par équipe en 2006  , il remporte deux épreuves de la Coupe du monde.
Le combattant normand est qualifié pour les Jeux olympiques de 2008 à Pékin : il est alors qualifié pour la finale de tableau. Pour le premier combat, il bat le Géorgien Nestor Khergiani, vice-champion olympique. Il bat ensuite l'Israélien Gal Yekutiel et le Russe Ruslan Kishmakhov, champion d'Europe en titre. Il s'incline en demi-finale contre l'Autrichien Ludwig Paischer, double champion d'Europe. Dans le cadre du combat pour la médaille de bronze, il échoue au pied du podium contre l'Ouzbek Rishod Sobirov.

## Palmarès

### Jeux olympiques
- 5e en 2008 à Pékin, Chine.

### Championnats du monde
- Médaille d'or par équipes en 2011 à Bercy, France (avec notamment 5 victoires par ippon).
- Médaille de bronze par équipe en 2006

### Championnats d'Europe
- Médaille de bronze en 2013 à Budapest, Hongrie.

### Autres
- Championnats du monde universitaire 2006 à Paris 
  -  Médaille d'Or en individuel.
  -  Médaille de Bronze par équipes

- Tournoi de Paris
  -  Médaille de Bronze 2010
  -    Médaille d'Or 2009
  -   Médaille de Bronze 2007

- Tournoi de Braunshweig
  -  Médaille d'Or 2008

- Tournoi de Géorgie 
  -  Médaille d'Or 2006

- Coupe du Monde 
  -   2 victoires au 31 juillet 2008

- Championnats de France  
  -    Médaille de Bronze 2005, 2005, 2009, 2013 et 2014
  -    Médaille d'Argent 2007
  -   Médaille d'Or 2010